# Maison rustique du XIXe siècle

Maison rustique du XIXe siècle est le nom d'une série de cinq tomes d'une encyclopédie, rédigée au début du XIXe siècle, vouée à l'agriculture et à la sylviculture, à la vie à la ferme. Ses auteurs veulent produire à la fois un traité exhaustif de l'agriculture au XIXe siècle et une « encyclopédie pratique ». L'encyclopédie rencontre rapidement un succès national, et même européen.

## Histoire
Alors que la France de l'époque est encore profondément rurale, quoique déjà marquée par les débuts de la révolution industrielle, ce projet est lancé par une société savante, la société d'horticulture de Paris (fondée en 1827) sous la direction de Charles-François Bailly de Merlieux, intellectuel, vulgarisateur scientifique, passionné d'horticulture et de développement agricole, également libraire et fondateur de plusieurs journaux d'agriculture.
Il s'agit pour cette société de créer un équivalent français de l'Encyclopedia of gardening, publiée en Angleterre par John Claudius Loudon en 1822, et aussi de produire un équivalent plus exhaustif de l'ouvrage Agriculture et maison rustique (ou La maison rustique) de Charles Estienne, petit ouvrage de poche publié à la Renaissance, maintes fois réédité et mis à jour, notamment en 1755, à l’époque des Lumières, par le Bon jardinier.
Les quatre tomes sont dirigés respectivement par :
- Charles-François Bailly de Merlieux (tome 1) ;
- Jacques Alexandre Bixio (tome 2, qui paraît en réalité après le tome 4) ;
- François Malepeyre aîné (tomes 3 et 4).

En 1844, est publié un cinquième tome, consacré à l'horticulture — thème peu traité dans les tomes précédents — et co-écrit par l'agronome Bixio et par Alexandre Ysabeau, agronome, médecin, homme de lettres et passionné de jardinage.
L'une des suites données à ce projet est la création, en 1837, du Journal d'agriculture pratique, de jardinage et d’économie domestique, dirigé par Bixio lui-même. Une autre suite sera la création, par la famille Huzard, d'une maison d’édition spécialisée, reprise ensuite par Bixio et connue, encore aujourd'hui, sous le nom de Maison rustique, au sein de Gallimard.

## Auteurs
Ce sont, outre les porteurs du projet, des agronomes et membres de sociétés agricoles de France ;
- Antoine
- Victor Audouin
- Claude-Philibert Barthelot de Rambuteau
- Camille Beauvais
- Abbé Laurent Bernard Berlèse
- Biernaki
- Jacques Alexandre Bixio
- Matthieu Bonafous
- L. Bouchard
- Charles-François Brisseau de Mirbel
- Octave de Chapelain
- Dailly
- Charles Debonnaire de Gif
- Deby
- Amédée Desjobert
- Charles Dupin
- Féburier
- Adrien de Gasparin
- Jean Girard
- Charles Girou de Buzareingues
- Godefroy
- Charles-Pierre Gourlier
- Jules Guyot
- Vicomte Louis-Étienne Héricart de Thury
- Herpin
- Baron Louis Augustin d'Hombres-Firmas
- Michel Huerne de Pommeuse
- Jean-Baptiste Huzard
- Jean Henri Jaume Saint-Hilaire
- Labbé
- Charles-François de Ladoucette
- Jean-Louis Lassaigne
- César-Nicolas-Louis Leblanc
- Oscar Leclerc-Thouin
- Jean-louis-Auguste Loiseleur des Longschamps
- Louis-Antoine Macarel
- Malepeyre
- Pierre-Antoine Massonfour
- Michait
- Claude-Pierre Molard
- Moll
- Morin de Sainte-Colombe
- Louis Noirot-Bonnet
- Comte Alexandre-Pierre Odart
- Anselme Payen
- Pierre-Antoine Poiteau
- Antoine-Rémy Polonceau
- Pommier
- Marc-Antoine Puvis
- Baron de Rivière
- Étienne Soulange-Bodin
- Baron de Sylvestre
- Henri-Alexandre Tessier
- Turpin
- L.P. de Valcourt
- Philippe André de Vilmorin
- Julien-Joseph Virey
- Charles-Auguste Yvart
- J. Yung

### Vidéographie
- La Maison rustique du XIXe siècle [vidéo]